# Magyarországi Szociáldemokrata Párt
Die Ungarländische Sozialdemokratische Partei (Magyarországi Szociáldemokrata Párt, MSzDP) ist eine sozialdemokratische Partei in Ungarn, die am 7. Dezember 1890 gegründet wurde. Die Partei wurde im Jahr 1948, nach der kommunistischen Übernahme aufgelöst. Sie bestand wieder kurzfristig während des Ungarischen Volksaufstandes von Oktober 1956 bis November 1956 und wurde nach dem Systemwechsel 1989 neu begründet.
Sie war von 1922 bis 1948 im Parlament vertreten. Die MSZDP war eine Regierungspartei zwischen 1945 und 1948. Nach dem Systemwechsel war der damalige Parteivorsitzender László Kapolyi Mitglied des Parlamentes in der MSZP-Fraktion von 2002 bis 2010.
Die MSZDP war bis 2020 Mitgliedspartei der Sozialdemokratischen Partei Europas (SPE) und der Sozialistischen Internationale (SI).

## Wahlergebnisse

### Parlamentswahlen
| Wahlen | Anzahl der Stimmen (Runde I.) | Anteil der Stimmen (Runde I.) | Anzahl der Stimmen (Runde II.) | Anteil der Stimmen (Runde II.) | Anzahl der Sitze | Anteil der Sitze | Rolle im Parlament   |
| ------ | ----------------------------- | ----------------------------- | ------------------------------ | ------------------------------ | ---------------- | ---------------- | -------------------- |
| 1922   | 277 530                       | 16,91 %                       | —                              | —                              | 25/244           | 10,20 %          | Opposition           |
| 1926   | 126 824                       | 11,09 %                       | —                              | —                              | 14/245           | 5,07 %           | Opposition           |
| 1931   | 165 793                       | 10,98 %                       | —                              | —                              | 14/245           | 5,07 %           | Opposition           |
| 1935   | 132 051                       | 6,69 %                        | —                              | —                              | 11/245           | 4,49 %           | Opposition           |
| 1939   | 113 607                       | 5,18 %                        | —                              | —                              | 5/260            | 4,00 %           | Opposition           |
| 1945   | 823 260                       | 17,41 %                       | —                              | —                              | 69/409           | 16,87 %          | Regierungspartei     |
| 1947   | 742 171                       | 14,86 %                       | —                              | —                              | 67/411           | 16,30 %          | Regierungspartei     |
|        |                               |                               |                                |                                |                  |                  |                      |
| 1990   | 174 410                       | 3,55 %                        | 922                            | 0,03 %                         | 0/386            | —                | außerparlamentarisch |
| 1994   | 51 122                        | 0,95 %                        | —                              | —                              | 0/386            | —                | außerparlamentarisch |
| 1998   | 5 689                         | 0,13 %                        | 3 052                          | 0,63 %                         | 0/386            | —                | außerparlamentarisch |
| 2002   | 41 461                        | 0,74 %                        | 40 709                         | 0,93 %                         | 0/386            | —                | außerparlamentarisch |
| 2006   | nicht teilgenommen            | nicht teilgenommen            | —                              | —                              | 0/386            | —                | außerparlamentarisch |
| 2010   | 4117                          | 0,08 %                        | —                              | —                              | 0/386            | —                | außerparlamentarisch |
| 2014   | 937                           | 0,02 %                        | —                              | —                              | 0/199            | —                | außerparlamentarisch |

Erläuterungen zur Tabelle
1. ↑  Gemeinsame Ergebnisse mit MSZP. Die MSZDP-Kandidaten kandidieren auf MSZP-Listen. Sie haben gemeinsam in einigen Wahlkreisen im Komitat Szabolcs-Szatmár-Bereg (als MSZP-MSZDP) kandidiert.